# پادشاهی گیاگانی جنوبگان

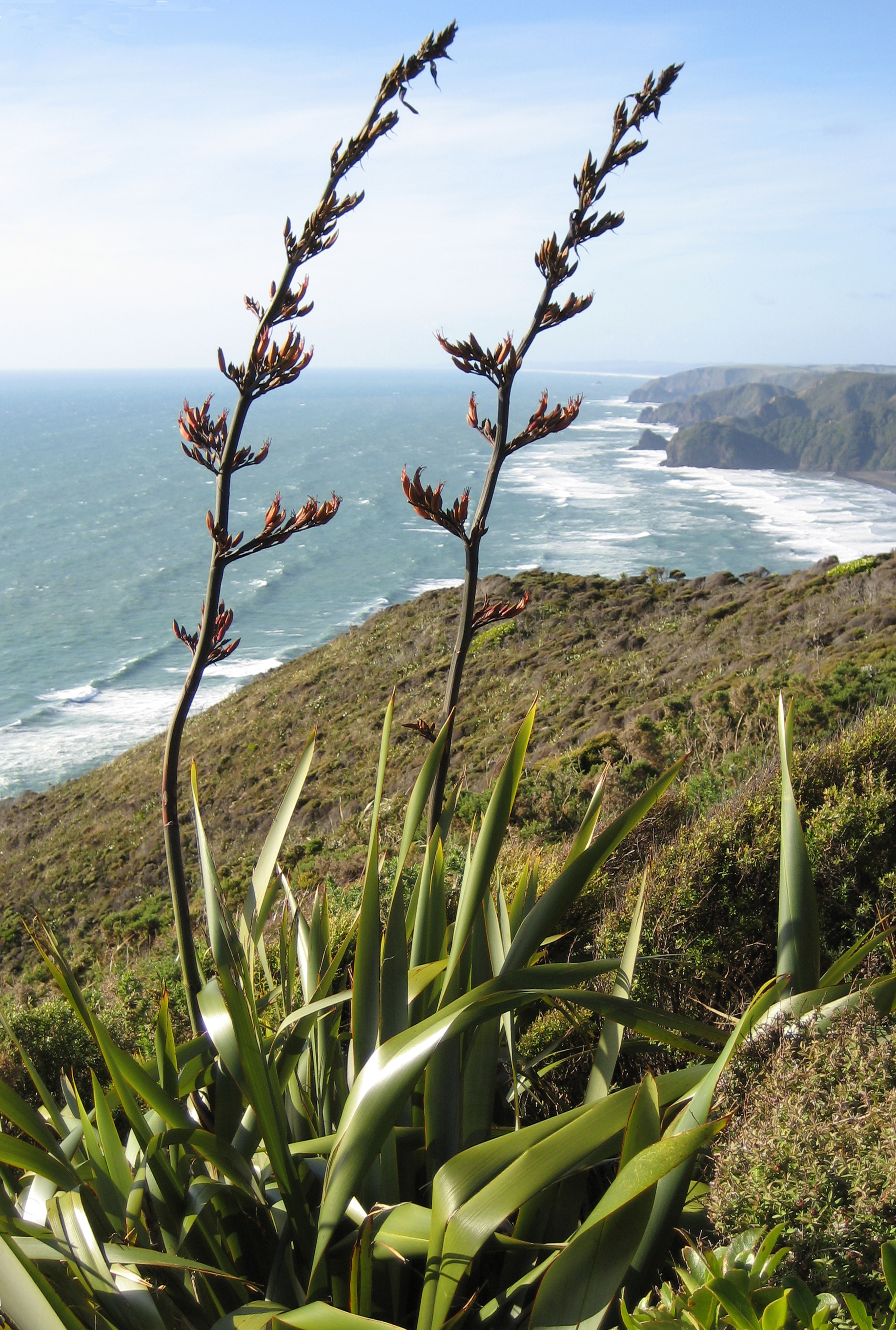
فورمیوم تناکس، پیها، نیوزیلند

پادشاهی گیاگانی جنوبگان (به انگلیسی: Antarctic Floristic Kingdom)، همچنین پادشاهی همه‌جنوبگان (Holantarctic Kingdom)، یک پادشاهی گیاگانی است که بیشتر مناطق جهان در جنوب ۴۰ درجه جنوبی عرض جغرافیایی را شامل می‌شود. نخستین بار توسط گیاه‌شناس رونالد گود و سپس توسط آرمن تختاجان شناسایی شد. پادشاهی گیاگانی جنوبگان یک طبقه‌بندی در جغرافیای گیاهی است که با طبقه‌بندی قلمرو جنوبگان در جغرافیای زیستی، و از طبقه‌بندی‌های سرده/گونه‌های گیاگان جنوبگان در گیاه‌شناسی متفاوت است.